# Kvítkov
Kvítkov (německy Kwitkau) je obec v okrese Česká Lípa v Libereckém kraji. Žije zde 228 obyvatel.

## Historie
První písemná zmínka o obci pochází z roku 1295. Tehdy ves vlastnil Jan z Kvítkova. Jeho potomci získali příjmení Vlk a jmenovali se Vlkové z Kvítkova. Kvítkov byla malým samostatným panstvím, které bylo později připojené k Novému zámku (dnešní Zahrádky).

## Obyvatelstvo
| Rok            | 1869 | 1880 | 1890 | 1900 | 1910 | 1921 | 1930 | 1950 | 1961 | 1970 | 1980 | 1991 | 2001 | 2011 | 2021 |
| -------------- | ---- | ---- | ---- | ---- | ---- | ---- | ---- | ---- | ---- | ---- | ---- | ---- | ---- | ---- | ---- |
| Počet obyvatel | 248  | 266  | 241  | 256  | 249  | 244  | 270  | 153  | 187  | 141  | 105  | 110  | 147  | 202  | 228  |
| Počet domů     | 49   | 54   | 55   | 54   | 52   | 50   | 52   | 47   | 36   | 36   | 30   | 40   | 46   | 59   | 78   |

## Obecní správa
Mezi lety 1869–1980 Kvítkov byl obcí v okrese Česká Lípa. Od 1. července 1980 do 31. prosince 1991 patřil jako část města k České Lípě a od 1. ledna 1992 je opět samostatnou obcí.

### Obecní symboly
Znak obce je historický, vlajka byla obci udělena rozhodnutím předsedy Poslanecké sněmovny Parlamentu České republiky dne 24. listopadu 2014.

## Pamětihodnosti
V celostátním seznamu kulturních památek jsou čtyři z Kvítkova a okolí:
- Farní kostel svatého Jakuba Staršího (či Většího) s barokním vybavením
- Barokní socha svaté Barbory v rytířském brnění ve stráni nad obcí
- Na západním okraji vesnice se dochovaly zbytky kvítkovského hrádku, jehož existence je archeologickými prameny doložena na přelom čtrnáctého a patnáctého století.[10]
- Asi 1,7 kilometru jihovýchodně od vesnice stál nad Robečským potokem další hrad označovaný jako Hrad u Kvítkova. Pravděpodobně ho založil panovník během první poloviny třináctého století a ještě v témže století zanikl.[11]

## Další informace
- Do katastru obce zasahuje národní přírodní památka Peklo.[12]
- Ve vesnici je autobusová zastávka, k ní zajíždí v pracovních dnech linka ČSAD Česká Lípa
- Na půdě obecního úřadu je každoročně přes léto usídlena kolonie 400 netopýřích samic. Jsou zde instalovány 4 webové kamery. Za svůj benevolentní přístup získala starostka obce Jana Zelenková v roce 2013 diplom s oceněním Netopýr náš soused.[13]
- Obecní úřad je spolu s Kvítkovskou hospodou v budově bývalé obecní školy

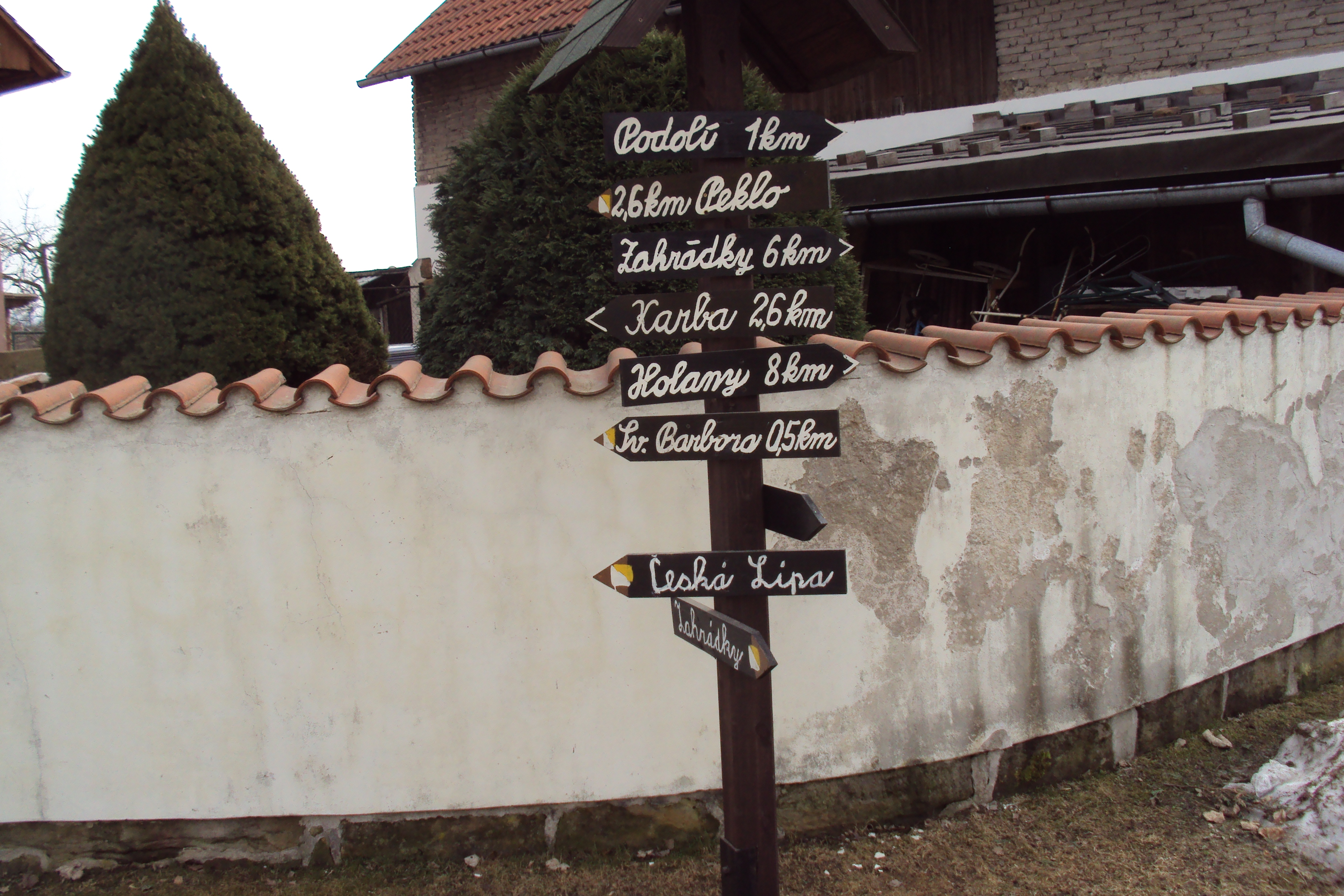
Rozcestník v obci